# 1 Pedro 1
1 Pedro 1 é o primeiro capítulo da Primeira Epístola de Pedro, de autoria do Apóstolo Pedro, que faz parte do Novo Testamento da Bíblia.

## Estrutura
I. Saudação, v. 1,2
II. A salvação gloriosa, v. 3-21
1. A esperança viva, baseada na ressurreição de Cristo, v. 3
2. Herança incorruptível, v. 4
3. Poder divino mediante o qual os crentes são protegidos em meio ao sofrimento
a) Por meio da fé, v. 5
b) Pelo regozijo nas provas, v. 6
c) Permanecendo como ouro refinado no fogo até a vinda de Cristo, v. 7
d) Em amor e alegria indescritíveis, v. 8
4. Plano misterioso
a) inquirido pelos profetas, que predisseram os sofrimentos de Cristo e a glória a ser revelada nos últimos tempos; um anseio dos anjos, v. 10-12
b) Chama os crentes ao domínio próprio, à obediência, à espiritualidade, à santidade e à reverência piedosa, v. 13-17
c) Seu custo incalculável, v. 18,19
d) Conhecido antes da criação do mundo, v. 20,21
III. A vida do crente à luz da grande salvação
1. Deve ser purificada e regenerada pela verdade eterna, demonstrando amor fraternal, v. 22-25